# Такэмицу, Тору
Тору Такэми́цу (яп. 武満 徹 Такэмицу То:ру, 8 октября 1930 года, Токио — 20 февраля 1996 года, там же) — японский композитор и музыкальный писатель.
Самоучка, в годы Второй мировой войны увлекался французской музыкой XX века (Дебюсси, Сати, Мессиан). В 1951 году стал одним из основателей авангардной художественной группы «Дзиккэн Кобо» (実験工房), с середины 1950-х занялся электронной музыкой. В 1958 году его «Реквием» услышал во время своего визита в Японию Стравинский, он высоко оценил его «искренность» и «страстность»; по возвращении в США Стравинский передал свои впечатления американским музыкантам — Аарону Копленду и другим, заинтересовавшимся японским композитором.
В начале противопоставляя свои поиски традиционной японской музыке, с конца 1960-х годов Такэмицу шёл к синтезу японской и европейской мелодических культур. Испытал глубокое влияние Д. Кейджа, через него обратившись к переосмыслению японских музыкальной и духовной традиций: отсюда его трактовка пустоты и молчания как основы музыки. В 1970-е годы после выставки Экспо-70 в Осаке вступил в контакт с крупнейшими композиторами и исполнителями Европы и США (Штокхаузен, Ксенакис и др.).
Среди композиторов, определивших путь Такэмицу в музыке, называют Дебюсси, Веберна, Вареза, Шёнберга, Мессиана.

## Биография

### Детство
Родился 8 октября 1930 года в Токио. Его отец работал в страховой компании, в Даляне, в Китае, куда его мать и переехала с ребёнком через месяц после его рождения. Первые шесть лет Тору провёл в Китае. Позднее он с нежностью вспоминал о том времени и об отце, который любил слушать блюз, джаз, и в то же время сам часто играл на сякухати. Подобная атмосфера в доме благотворно влияла на развитие музыкальности Тору. В 1937 году, когда Тору исполнилось шесть лет, ребёнка вернули на родину, чтобы он поступил в начальную школу. Его отправили жить к тёте, которая была учителем игры на кото. Впоследствии он воспоминал об этом:

Когда я был ребенком, я жил в Токио с моей тётей, учителем игры на кото. Я целыми днями был вынужден слушать традиционную японскую музыку. Однако, она почему-то не казалось мне привлекательной, не трогала меня. Позже, когда я слушал традиционную японскую музыку, она всегда пробуждала во мне горькие воспоминания о войне.— T.Takemitsu, Contemporary music in Japan
Но вскоре для семьи Такэмицу настали тяжёлые времена. Его родители вернулись в Японию в 1937 году, так как отец Тору был смертельно болен. Он умер через год, весной 1938 года, что было тяжёлым ударом для ребёнка. Кроме того, это сильно подкосило финансовое положение семьи. Вторым тяжёлым событием  было начало войны между Японией и США. Ближе к концу войны военное руководство сооружало горные базы в центральных районах Японии, и в 14 лет Такэмицу был приписан к работе на одной из таких баз в префектуре Сайтама. База располагалась далеко от Токио, поэтому ему пришлось жить в бараках, и именно в это время произошло его знакомство с западной музыкой.

### Знакомство с западной музыкой и начало творческого пути
Война и военный период оказали сильное влияние на Такэмицу не только как на композитора, но и как на личность; второй же силой, оказавшей влияние, являлась западная музыка.
Однажды один из офицеров базы решил познакомить призывников с французской музыкой. Одной из первых песен была Parlez-moi d’amour, и для Такэмицу она стала настоящим откровением, сильно повлиявшим на его последующее творчество. Позже он сам говорил об этом случае:

Для меня услышанная музыка была настоящим шоком. Я был как оглушён и вдруг в первый раз осознал великолепие западной музыки <…> В то время, когда я впервые услышал ту французскую песню, все элементы западной культуры были исключены из нашей повседневной жизни, поэтому этот случай сильно воодушевил меня, энергия будто бурлила во мне. Интересно то, что объектом моего внимания тогда была не Япония, но Запад.— T.Takemitsu, Contemporary music in Japan
После окончания войны, Такэмицу начал активно интересоваться западной музыкой.
Другое произведение, которое также оказала сильнейшее влияние на композитора — прелюдия, хорал и фуга для фортепиано Сезара Франка.
С тех пор Такэмицу овладело желание научиться играть на фортепиано, но его семья была слишком бедна, чтобы позволить себе приобрести инструмент, поэтому Такэмицу нарисовал клавиатуру фортепиано на бумаге, на которой поначалу и занимался. Он настолько был увлечён музыкой, что, услышав на улице, что в каком-то доме играют на фортепиано, часто стучался в дверь и просил разрешения пустить его немного поиграть. В конце концов, по знакомству, Такэмицу удалось арендовать фортепиано, на котором и были сочинены его первые произведения (к примеру, Lento in due Movimenti).
Формально Такэмицу не обучался музыке, его единственным учителем можно назвать Ясудзи Киёсэ, возглавлявшего японское отделение Международного Общества Современной Музыки. В начале своего творческого пути, Такэмицу отвергал всё японское и активно изучал западную музыку, в то время как его учитель был крупной фигурой в группе композиторов, которых называли «националисты», так как они отстаивали японскую традицию в сочинении музыки.
Такэмицу очень уважал своего учителя . Киёсэ не давал ему уроков в привычном смысле этого слова, он просто предложил ему неограниченный доступ к своей нотной библиотеке и записям. Во время обучения у Киёсэ, которое продолжалось два года (1948—1950) Такэмицу познакомился с композитором Фумио Хаясякой, который был одним из крупнейших кинокомпозиторов того времени. Он также оказал на Такэмицу большое влияние, и именно благодаря ему Такэмицу заинтересовался киномузыкой.

### Раннее творчество и Jikken-kōbō
В 1950 году Такэмицу представил одну из первых своих работ (первым сохранившимся произведением считается Romance для фортепиано 1949 года), Lento in due movimenti на концерте, организованном Ассоциацией Новой Школы Композиции. Это было первое публичное исполнение его произведения, однако оно было жёстко раскритиковано. После этого случая Такэмицу с друзьями — Дзёдзи Юасой и другими — создали объединение «Дзиккэн Кобо» («Экспериментальная Мастерская»), в которую входили не только композиторы, но и художники, и поэты. В рамках этой организации Такэмицу и другие участники имели возможность представлять свои произведения и образцы западной авангардной музыки культурному сообществу. Это творческое объединение, сильно отличавшееся от Ассоциации Новой Школы Композиции, помогло сформироваться Такэмицу как композитору — это был своеобразный форум, на котором представлялись и обсуждались новые произведения, дискутировали о тенденциях в искусстве и т. д. Три года в этой организации были очень плодотворны для него: его работы исполнялись знаменитыми исполнителями, он начал эксперименты с электронной музыкой и конкретной музыкой.
В 1953 году Такэмицу попал в больницу с осложнением туберкулёза и не смог принимать участие в делах экспериментальной мастерской, а также стал испытывать финансовые трудности. В 1954 году он выписался из больницы, в том же году женился на Асаке Вакаяме, и с этого времени начался новый зрелый период в его творчестве, которое в скором времени принесёт ему мировое признание.

## Влияние на творчество
Как и любой композитор, Такэмицу испытывал влияние со стороны музыкальных тенденций своего времени. Формирование Такэмицу как композитора было в то же время уникальным по ряду причин. Во-первых, он был самоучкой, и, не имея классического музыкального образования, сам изучал музыку, ноты, таким образом сформировав свои собственные предпочтения и представление о творчестве, композиции. Такэмицу по-особому воспринимал музыку, и позже его понимание музыки развилось в концепцию «музыки как части природы и вселенной, которая постоянно окружает нас». И сочинять музыку он начал уже в 16 лет, не имея даже первичных представлений о композиции, гармонии и так далее. Во-вторых, в начале творческого пути Такэмицу был сильно увлечён западной музыкой, не уделяя внимания традиционной японской, и только через некоторое время, в 1956 году, он сильно заинтересовался ею и использованием в своих произведениях традиционных японских инструментов (к примеру, в его произведении November Steps (1967) для оркестра, бивы и сякухати: при этом подобное сочетание инструментов в японской музыке не встречается вообще).
В то же время Такэмицу не был оторван от музыкальной жизни того времени: он общался с композиторами (как японскими, так и западными), музыкантами, состоял в объединении Jikken-kōbō, где формировались взгляды на творчество и молодые композиторы и музыканты обменивались идеями, взглядами и т. д. Он был знаком с западной прогрессивной современной классической музыкой, её тенденциями и деятелями, сам сочинял произведения в стиле конкретной музыки. Это в разной степени повлияло на его творчество и развитие.

### Влияние западной музыки
Западная музыка оказала большое влияние на творчество Такэмицу. Среди композиторов, сформировавших его мышление, называют Дебюсси, Кейджа, Мессиана, Веберна, Шёнберга. Такэмицу не только был знаком с их творчеством, но и непосредственно общался и сотрудничал с многими из ведущих композиторов и музыкантов США и Европы: Кейджем, Мессианом, Штокхаузеном, Ксенакисом и другими. Среди многих композиторов особо выделяют Клода Дебюсси. Говоря о нём, Такэмицу называл его «великим учителем». Он был в курсе того, что и сам Дебюсси, в свою очередь, испытал сильное влияние со стороны восточного, и, в частности, японского искусства. В музыке Такэмицу и Дебюсси можно наблюдать схожие черты, в фортепианной музыке Такэмицу, как и Дебюсси, использует фрагментарную мелодию, свободную педаль, иногда их музыка сходна в «эфирном», плывущем характере звучания.

#### Влияние Мессиана
Такэмицу довольно рано познакомился с музыкой Мессиана, и его влияние можно видеть уже в ранних работах Такэмицу — к примеру, к тому времени, когда он сочинил Lento in Due Movimenti (1950), он уже услышал Восемь Прелюдий Мессиана. Такэмицу сам писал о влиянии творчества Оливье Мессиана следующее: 

Среди многих вещей, которым я научился, слушая его музыку, наиболее важными являются концепция и понимание цвета, а также ощущение формы времени <…> Прежде всего это чувственное изобилие, касающееся цветового восприятия музыки и звучности. И я подумал: «Вот, это то, что я так долго искал».
Такэмицу и Мессиан сотрудничали, и при жизни между ними установилась тесная связь. Сам Мессиан так объяснял своё влечение к японскому искусству: «Японское искусство статично, и я, в свою очередь, сочиняю статическую, неподвижную музыку, потому что я верю в невидимое, в сокрытое. Я верю в бесконечность. И сейчас восток и его жители намного ближе к этому „сокрытому“, и поэтому-то их музыка неподвижна. Музыка, написанная мной, верующим человеком, тоже статична. Это без сомнения объясняет мою тягу к Японии». И музыке Мессиана, и музыке Такэмицу присущи такие характеристики, как статичность, медитативность, отсутствие ощущения развития в каком-то определённом направлении.
Среди работ Такэмицу Quatrain (1975) характеризуется наиболее сильным влиянием Мессиана. Такэмицу даже посетил Мессиана в Нью-Йорке в порядке частного урока композиции и после исполнения тем на рояле своего «Квартета на конец времени» попросил разрешение использовать для своего произведения те же инструменты, которые используются в этом сочинении Мессиана.
Не последнюю роль играет и восхищение Такэмицу духом Мессиана, который не потерял своей страсти к музыке и занимался сочинением даже когда попал в немецкий лагерь во время второй мировой войны. Сам Такэмицу, который и сам испытал ужасы жизни в военных условиях, мог понять трудности, с которыми столкнулся Мессиан и его глубокое желание сочинять музыку. Когда в 1992 году Мессиана не стало, Такэмицу выразил своё сожаление об этой утрате; Оливье Мессиану посвящены некоторые его работы, к примеру, Rain Tree Sketch II (1992), последняя работа композитора для фортепиано.

## Киномузыка
Такэмицу писал музыку ко многим театральным постановкам и к фильмам крупнейших кинорежиссёров Японии — «Обвал» и ряд последующих фильмов Хироси Тэсигахары, «Под стук трамвайных колёс» (Додэскадэн) и «Ран» Куросавы, «Кайдан» Масаки Кобаяси, «Чёрный дождь» Сёхэя Имамуры, «Империя страсти» Осимы и др. — в общей сложности, он написал музыку более чем к 90 картинам. Широкую популярность приобрёл вальс Такэмицу из фильма «Чужое лицо».
Музыка Такэмицу сопровождает документальные фильмы Александра Сокурова «Духовные голоса» (1995) и «Повинность» (1998).

## Театральные постановки
В 1972 году хореограф Иржи Килиан использовал музыку композитора (Ring, 1961 и Valeria, 1965) для постановки  спектакля "Молчание Орфея" в Балете Штутгарта.

## Признание
По словам Сэйдзи Одзавы, Такэмицу — «первый японский композитор, писавший для мировой аудитории». В 1971 был избран ведущим (наряду с И.Ф. Стравинским) композитором Международной недели современной музыки в Париже.
Премия Италия (1958), Премия Гравемайера (1994, за Fantasma/Cantos для кларнета с оркестром), премия Гленна Гульда (1996, посмертно). Кавалер Ордена искусств и литературы (1985).

## Избранные сочинения
- Реквием для струнного оркестра (1957)
- Звуковое одиночество для оркестра (1958)
- Ландшафт для струнного квартета (1960)
- Водная музыка для магнитной плёнки (1960)
- Текстуры для фортепиано и оркестра (1964)
- Воздушный конь для смешанного хора (1966)
- Дорийский горизонт для 17 струнных (1966)
- Ноябрьские ступени для бивы, сякухати и оркестра (1967)
- Cross Talk для двух бандонеонов и магнитной плёнки (1968)
- Строфа I для гитары, клавесина, арфы, вибрафона и женского голоса на текст из «Логико-философского трактата» Людвига Витгенштейна (1969)
- Зима для оркестра (1971)
- Близнецы для гобоя, тромбона и двух оркестров (1971, написано для Х.Холлигера и В.Глобокара)
- В осеннем саду для оркестра гагаку (1973)
- Волны для кларнета, валторны, двух тромбонов и большого барабана (1976)
- Птицы опускаются на звездоносный сад для оркестра (1977)
- Время сновидений для оркестра (1981)
- Дождевое дерево, для двух маримб и вибрафона (1981), по рассказу Оэ.
- К морю (англ. Toward the sea). Версия для альтовой флейты, арфы и струнного оркестра (1981)
- Эскиз для Дождевого дерева I для фортепиано (1982)
- Рассвет колеблющегося отражения для двух скрипок (1983)
- riverrun для фортепиано и оркестра (1984)
- Сновидение/Окно для оркестра (1985)
- Rain Dreaming для клавесина (1986)
- Воды сновидения (Я слышу, как дремлет вода), для флейты и оркестра (1987)
- Ностальгия для скрипки и струнного оркестра, памяти А.Тарковского (1987)
- Мальчик по имени Хиросима для двух гитар (1987)
- Плетение в сумерках для оркестра, памяти Мортона Фельдмана (1988)
- A string around autumn. Концерт для альта с оркестром (1989)
- Видения для оркестра (1990)
- Из меня струится то, что вы называете временем для 5 перкуссионистов и оркестра (1990)
- Fantasma / Cantos I, для кларнета с оркестром (1991)
- Цитата из сновидения — Скажи море, возьми меня! для двух фортепиано и оркестра (1991)
- Эскиз для Дождевого дерева II, для фортепиано. Памяти Оливье Мессиана (1992)
- Архипелаг С. для 21 инструмента, разделённых на 5 групп (1993)
- Equinox для гитары (1993)
- Сад духа для оркестра (1994)
- Пути для трубы, памяти Витольда Лютославского (1994)
- Fantasma / Cantos II, для тромбона с оркестром (1994)
- Спектральная песнь для скрипки, гитары и оркестра (1995)

## Такэмицу о музыке
- Confronting silence: selected writings. Berkeley: Fallen Leaf Press, 1995 (пер. с яп.)
- Такэмицу. Соч. в 5 т. На яп. языке.